# Девојке из снова
Девојке из снова (енг. Dreamgirls) је амерички музички драмски филм из 2006. који је написао и режирао Бил Кондон, а заједнички продуцирали и објавили Дримворкс и Парамоунт. Адаптиран према истоименом бродвејском мјузиклу из 1981. године, Девојке из снова је филм а клеф, дело фикције које је снажно инспирисано историјом издавачке куће Мотаун и једног од њених извођача, Супримс. Прича прати историју и еволуцију америчке РнБ музике током 1960-их и 1970-их кроз очи девојачке групе из Детроита познате као "Дримс" и њиховог манипулативног директора дискографске куће.
У филмској адаптацији глуме Џејми Фокс, Бијонсе Ноулс и Еди Марфи, а играју и Џенифер Хадсон, Дени Гловер, Аника Нони Роуз и Кит Робинсон. Поред оригиналних композиција композитора Хенрија Кригера и текстописца/либретисте Тома Ајена, за филм су додате четири нове песме, које је Кригер компоновао са разним текстописцима. Филм обележава глумачки деби Хадсон, бивше такмичарке Америчког идола.
Филм је дебитовао у четири специјалне турнеје почевши од 15. децембра 2006. године, пре него што су 25. децембра 2006. године објављене у целој земљи  Са продукцијским буџетом од 80 милиона долара, Девојке из снова је један од најскупљих филмова у којима доминирају Афроамериканци у главној улози у историји америчког филма. По изласку, филм је побрао позитивне критике критичара, који су посебно похвалили Кондонову режију, музику, костимографију, продукцијски дизајн и извођење глумачке екипе (посебно Хадсона, који су многи сматрали изванредним перформансом). Филм је постигао комерцијални успех, зарадио је преко 155 милиона долара на међународним благајнама. На 79. додели Оскара, филм је добио осам водећих номинација, освојивши најбољу споредну глумицу (за Хадсон) и најбоље миксовање звука. На 64. додели Златног глобуса освојио је три награде, укључујући и за најбољи филм – мјузикл или комедију .

## Опис филма
Године 1962. у Детроиту, у савезној држави Мичиген, млади продавац аутомобила Кертис Тејлор млађи упознаје групу црних девојака познату као "Дримитис", коју чине певачица Ефи Вајт и пратећи певачи Дина Џоунс и Лорел Робинсон, на Р&Б аматерском шоу талената у Детроит Театру. Представљајући се као њихов нови менаџер, он их регрутује као резервне певаче за Р&Б звезду Џимија Ерла.
Кертис ускоро покреће сопствену издавачку кућу, Реинбоз Рекордс, из своје продавнице аутомобила у Детроиту, постављајући Ефиног брата ЦЦ за главног писца песама. Када њихов први сингл "Кадилак ауто" пропадне након што је бела поп група "Дејв и свитхартс" објавила препев, Кертис, ЦЦ и њихов продуцент Вејн су се окренули Пајоли како би "Џими Ерли и Дримитис" постали мејнстрим поп звезде. Ван сцене, Ефи се заљубљује у Кертиса, док ожењени Џими чини исто у Лорелу.
Џимијев менаџер, Марти Медисон, уморан је од Кертисових планова да учини свог клијента пријатнијим за попове и одлази. Када Џими бомбардује пред потпуно белом публиком у клубу за вечеру у Мајами Бичу, Кертис га шаље на пут самог, задржавајући Дримитис иза себе на насловној страни уместо њега. Он именује виткију, конвенционалније атрактивнију Дину за нову певачицу, преименујући их у „Дримс”. Он сматра да Ефина велика фигура и препознатљив, душеван глас неће привући белу публику (пошто је Динин глас, иако је основни и генеричнији, тржишнији).
Уз помоћ нових песама и новог имиџа, Кертис и ЦЦ трансформишу Дримс у најпродавану мејнстрим поп групу. До 1965., међутим, Ефи почиње да глуми, посебно када се Кертисова наклоност такође окрене Дини. На крају је напустио Ефи, ангажујући своју секретарицу Мишел Морис да замени њен почетак са њиховим дебијем за Нову годину 1966. у Лас Вегасу као "Дина Џоунс и Дримс". Иако се Ефи пркосно и очајнички допада Кертису, он, ЦЦ и Дримс је напуштају, напредујући до славе.
До 1973. Еффие је постала осиромашена социјална мајка која живи у Детроиту са својом ћерком Меџик. Да би поново започела своју музичку каријеру, ангажује Мартија као свог менаџера и почиње да наступа у локалном клубу. У међувремену, са суперзвездама Дримс и Реинбоу, који се преселио у Лос Анђелес, сада највећи поп бизнис у земљи, Кертис продуцира филм о Клеопатри у којој глуми невољна Дина, сада његова супруга.
Следеће године, Џими је пао у зависност од дроге због Кертисовог фокусирања на Дину, заједно са одбацивањем добротворног сингла који је снимио. Он импровизовано репује, спуштајући панталоне током десетогодишњице телевизијског специјала Реинбоу Рекордс. Дакле, Кертис га је одмах избацио из издавачке куће и Лорел окончао њихову аферу. Нешто касније, ЦЦ, који сматра да Кертис поткопава уметничке вредности својих песама претварајући их у диско музику, напушта издавачку кућу. Тада сви сазнају за Џимијеву неочекивану смрт од предозирања хероином, што је веома узнемирило Лорела.
Разочаран Џимијевом смрћу и Кертисовом хладном реакцијом на вести, ЦЦ се мири са Ефи у Детроиту. Он пише и продуцира повратнички сингл за њу, "Само једну ноћ". Баш као што постаје популаран на локалном радију, Кертис користи паиола да примора радио станице да пуштају диско обрадбу песме Дримс. План се, међутим, распада јер је Дина, љута због тога како Кертис контролише њену каријеру, открива његове планове и контактира Ефи, која стиже у Лос Анђелес са ЦЦ-јем, Мартијем и адвокатом.
Дина и Ефи се помире, а Ефи јој говори да је Кертис Меџиков отац. Они приморавају Кертиса да на националном нивоу дистрибуира Ефин запис како би избегао пријаву ФБИ-ју . Инспирисана Ефином победом и схвативши Кертисов прави карактер, Дина га напушта.
До 1975. године, Дримс изводе опроштајни наступ у Детроит театру, позивајући Ефи за последњу песму. Пред крај, Кертис примећује Меџик у првом реду, схватајући да је она његова ћерка.

## Глумци
- Џенифер Хадсон као Ефи Вајт; инспирисана чланицом Супримса Флоренс Балард,[7] Ефи је талентована, али темпераментна певачица која пати када је Кертис, човек кога воли, замени као певачица групе Дримс и његовог љубавног интересовања, а касније је потпуно одустане. Уз помоћ Џимијевог старог менаџера Мартија, Ефи почиње да оживљава своју каријеру деценију касније, док одгаја своју ћерку Меџик, потомство њеног синдиката са Кертисом.
- Џејми Фокс као Кертис Тејлор млађи; заснован на оснивачу Мотовн-а Берију Гордију, Јр.,[8] Кертис је углађени дилер Кадилак-а који је постао извршни директор који оснива издавачку кућу и показује немилосрдну амбицију у својој потрази да своје црне уметнике учини познатим код беле публике. У почетку романтично повезан са Ефи, Кертис се професионално и лично интересује за Дину након што је именовао њену певачицу Дримс уместо Ефи.
- Бијонсе Ноулс као Дина Џонс; заснована на главној чланици Супримса Дајани Рос и две бивше чланице Супремеса Џин Терел и Шери Пејн,[7] Дина је веома стидљива млада жена која постаје звезда након што Кертис постави своју певачицу групе Дримс. Ово, као и њена романтична веза и каснији брак са Кертисом, изазивају Ефин гнев, иако Дина временом схвата да је она марионета за свог мужа који контролише.
- Еди Марфи као Џејмс (Џими) "Гром" Рано; инспирисан Р&Б/соул певачима као што су Џејмс Браун, Џеки Вилсон и Марвин Геј,[8] је разуларени извођач у прељубничкој афери са Лорел. Кертис покушава да препакује Еарли као поп-пријатељски баладер. Џимијева слава бледи како слава Дримса расте, и као резултат – он пада у депресију (са којом се носи преко злоупотребе дрога).
- Дени Гловер као Марти Медисон, Џимијев оригинални менаџер пре него што се Кертис појавио; Марти служи и као саветник и од поверења Џимију, а касније и Ефи.
- Шерон Лил као Мишел Морис; засновано на члановима Супремеса Синди Бирдсонг и Сузај Грин,[9] Кертисовој секретарици која замењује Ефи у сновима и почиње да излази са ЦЦ
- Џон Литгоу као Џери Харис, филмски продуцент који жели да глуми Дину
- Џон Красински као Сем Волш, сценариста/филмски редитељ Џерија Хариса

## Продукција

### Предпродукција
Током 1980-их и 1990-их, учињено је неколико покушаја да се произведе филмска адаптација Девојке из снова, бродвејског мјузикла заснованог на причи Супримс, који је освојио шест награда Тони 1982. Дејвид Џефен, суфинансијер мјузикла, задржао је филмска права за Девојке из снова и одбио је многе понуде за адаптацију приче за екран. Он је навео потребу да се очува интегритет дела редитеља Девојке из снова Мајкла Бенета након његове смрти 1987. Исте године, Џефен, који је у то време водио своју филмску продукцијску компанију Geffen Pictures повезану са Ворнер Бросом, започео је разговоре са писцем текстова на Бродвеју и продуцентом Хауардом Ешманом да га адаптира као главно возило за Витни Хјустон, која је требало да глуми Дину. Продукција је наишла на проблеме када је Хјустон желео да пева и Динине и Ефине песме, а филм је на крају напуштен.
Када је Џефен суоснивао Дримворкс 1994, права на Девојке из снова су остала Варнер Брос. Ворнер је планирао да настави са филмом са режисером Џоелом Шумахером и сценаристкињом Тином Ендруз  касних 1990-их, након успеха биографског филма о Тини Тарнер Шта има љубав са тим . Шумахер је планирао да Лорин Хил  глуми Дину, а Кели Прајс глуми Ефи. Након што је Ворнеров биографски филм о Френки Лајмону Зашто се будале заљубљују пропао на благајнама, студио је прекинуо развој Девојке из снова .
Адаптација је настала након што је филмска верзија бродвејског мјузикла Чикаго била успешна и на благајнама и на додели Оскара. Сценариста и редитељ Бил Кондон, који је написао сценарио за Чикаго упознао је продуцента Лоренса Марка на холивудској празничној забави крајем 2002. године, где су њих двојица разговарали о дугом Кондоновом „пројекту из снова“ – адаптацији Девојке из снова за филмско платно. Њих двоје су вечерали са Џефеном и успешно су га убедили да дозволи Кондону да напише сценарио за филм. Кондон је почео да ради на сценарију тек након снимања биографског филма Алфреда Кинсија Кинси (2004). Након што је Џефену послао први нацрт свог сценарија у јануару 2005, Кондонова адаптација добила је зелено светло.

### Промене од фазе до скрипте
Иако је већи део приче сценског мјузикла остао нетакнут, направљен је низ значајних промена. Родни град – место дешавања већег дела радње – премештен је из Чикага у Детроит, стварни родни град Супримса. Улоге многих ликова биле су ближе њиховим инспирацијама из стварног живота, на предлог Џефена.
Ворнер Брос. је задржао филмска права и пристао је на копродукцију са Дримворксом. Међутим, након што је кастинг завршен, буџет филма је био 73 милиона долара и Ворнер је одустао од продукције. Џефен, преузимајући улогу копродуцента, довео је Парамаунт да суфинансира и издаје Девојке из снова . Током продукције, Парамаунт-ова матична компанија, Вијаком, купила би Дримворкс, повезујући два студија под једним кишобраном (и дајући старијем студију права на дистрибуцију у САД у име Дримворкса). Завршени филм имао је продукцијски буџет од 75 милиона долара, што је га учинило најскупљим филмом са потпуно црним глумцима у историји биоскопа.

### Кастинг и проба
Марк и Кондон су започели пре-продукцију са намером да изаберу Џејмија Фокса и Едија Марфија, обојицу глумаца са искуством у музичкој индустрији, као Кертиса Тејлора млађег и Џејмса „Тандера“ Ерлија. Када му је понуђена улога Кертиса, Фокс је у почетку одбио јер Дримворкс није могао да испуни његове захтеве за платом. Дензел Вошингтон, Вил Смит и Теренс Хауард били су међу осталим глумцима којима су се такође обратили да играју Кертиса. Марфи је, с друге стране, прихватио улогу Џимија Ерлија.
Док је Кондон намеравао да постави релативно непознате глумице као сва три Дримс, Р&Б певачица Бијонсе Ноулс лобирала је за улогу Дине Џонс  и добила је улогу након успешног теста на екрану . Након што је сазнао да су Ноулс и Марфи потписали уговор, Фокс је поново размислио о својој првобитној одлуци и прихватио улогу Кертиса са нижом платом.
Р&Б звезда Ашер је требало да буде изабран за ЦЦ Вајта, али су преговори о уговору пропали; Ашер није могао да посвети пола године пројекту. Андреу 3000 из Оуткаста је такође понуђена улога, али је одбио. Након кратког разматрања Р&Б певача Омариона, певач/глумац Кит Робинсон је на крају добио улогу.
Најважнија одлука о кастингу укључивала је улогу Ефи Вајт, емоционалног центра приче. Филмски ствараоци су инсистирали на томе да за улогу изађу релативна непозната особа, паралелно са кастингом тада 21-годишње Џенифер Холидеј за ту улогу за оригиналну бродвејску продукцију. Укупно 783 певачке глумице биле су на аудицији за улогу Ефи Вајт, међу којима су и учеснице Америчког идола Фантазија Барино и Џенифер Хадсон, бивша Дизнијева звезда Рејвен-Симоне и бродвејске звезде Капатија Џенкинс и Патина Милер . Иако се Барино појавио као рани фаворит за ту улогу, Хадсон је на крају изабран да глуми Ефи, што је Барино навело да телефонира Хадсоновој и у шали се пожали да је Хадсон „украла [Баринову] улогу“.
Хадсонова је морала да се угоји 9.7 килограма за улогу, што је обележило њен дебитантски филмски наступ. Приликом избора Хадсонове, Кондон се присетио да у почетку није био уверен да је донео исправну одлуку, али је инстинктивно изабрао Хадсон након што је она била на аудицији неколико пута, јер он „једноставно није веровао никоме од осталих“.
Након што је Хадсон добила улогу у новембру 2005. године, екипа је почела опсежне пробе са Кондоном и кореографима Фатимом Робинсон и Акомоном "АЈ" Џонсом, ветеранима музичке видео индустрије. У међувремену, екипа музичке продукције почела је да ради са глумцима и студијским музичарима који снимају песме за филм. Иако су се пробе завршиле непосредно пре Божића 2005., Кондон је позвао Хадсон да се врати на недељу дана проба један на један, како би јој помогао да потпуније постане лик " диве " Ефи. Од Хадсон се захтевало да буде непристојан и да касни како на снимању тако и ван њега, а она и Кондон су током целе недеље прегледали Еине реплике и сцене.

### Снимање
Главно снимање почело је 6. јануара 2006. снимањем плесних снимака за прву половину филма, снимци који су касније избрисани из филма. Филм је првенствено сниман на звучним подијумима и на локацији у области Лос Анђелеса, а неки други снимци снимљени су у Детроиту, Мајамију и Њујорку. Награђивани бродвејски расветни тим је доведен да креирају технике позоришног осветљења за музичке бројеве филма.
Бијонсе Ноулс одлучила је да смрша како би зрелој Дини Џонс из 1970-их дала другачији изглед од млађе верзије лика. Држећи се високо рекламиране исхране воде, лимуна, јаворовог сирупа и кајенског бибера, Ноулс је брзо изгубила 9.7 килограма, које је поново добила када се производња завршила.
Снимање је завршено у раним јутарњим сатима 8. априла 2006. након четири дана снимања музичке нумере Џенифер Хадсон „А ја ти кажем да не идем“, која је намерно сачувана до краја снимања. Првобитно планирано за снимање за један дан, Кондон је била принуђена да тражи додатно време и новац да заврши снимање сцене пошто би Хадсонин глас издао након четири сата снимања музичке нумере, а она је била неспособан да уверљиво синхронизује усне док је промукао. Сви који су укључени сматрали су да је ова сцена кључна за филм, јер је била главна тачка Џенифер Холидеј у оригиналном бродвејском мјузиклу.

### Музика
Музички супервизори Дреамгирлса Ренди Спендлав и Мет Саливан ангажовали су Р&Б продукцијски тим и Дејмона Томаса — да реструктурирају и преуреде партитуру тако да боље одражавају свој прави временски период, али и тада модерни Р&Б/поп сензибилитет. Током постпродукције, композитор Стивен Траск је добио уговор да обезбеди додатни материјал за музику за филм. Неколико музичких нумера са Бродвеја није укључено у филмску верзију, посебно Лорелов соло.

## Издавање
Дреамгирлс је премијерно приказан 4. децембра 2006. у Зигфелд театру у Њујорку, где је добио овације   Премијера филма у Лос Анђелесу одржана је 11. децембра на Беверли Хилсу .
Слично издањима старијих холивудских мјузикла као што су Моје песме, моји снови, Моја лепа госпођице и Прича са западне стране, Девојке из снова су дебитовале са три специјална десетодневна гостовања на турнејама почевши 15. децембра 2006 у Њујорку, Лос Анђелесу и Сан Франциску. Карте за резервисана места коштале су по 25 долара; премијум цена је укључивала програм у пуном колору од четрдесет осам страница и литографију у ограниченој штампи. Ово издање учинило је првим америчким дугометражним филмом који је био приказан на турнеји од Човек Ла Манча 1972. Филм је зарадио укупно 851.664 долара од ангажмана на турнејама, свирајући у распроданим кућама викендом. Национално приказивање филма, по редовним ценама, почело је 25. децембра. Изван САД, филм је приказан у Аустралији 18. јануара, а у Уједињеном Краљевству 2. фебруара. Издања у другим земљама почела су на различите датуме између јануара и почетка марта. Филм је на крају зарадио 103 милиона долара у Северној Америци и скоро 155 милиона долара широм света.

## Пријем

### Критички одговор
На веб страници агрегатора рецензија Rotten Tomatoes, филм има оцену одобравања од 79% на основу 206 рецензија, са просечном оценом 7,30/10. Консензус критичара сајта каже: ' Једноставни ликови и заплет тешко да умањују стварне подвиге филма: наелектрисане перформансе и заслепљујуће музичке нумере.“  Метакритик извештава о просечној оцени од 76 од 100, на основу 37 критичара, што указује на „генерално повољне критике“. Публика је дала филму просечну оцену „А“ на скали од А+ до Ф.
Питер Траверс из Ролинг Стоуна дао је филму три и по звездице (од четири) и друго место на својој листи „најбољих у 2006.“, наводећи да „упркос транзиционим ударцима, Кондон чини филм поносним“. Дејвид Руни је известио да је филм садржао „изузетно узбудљиве музичке секвенце“ и да „након што су Фантом из опере, Рент и продуценти покварили пренос са сцене на платно, Девојке из снова је то добро схватио“.

## Признања
Дримворкс и Парамаунт су започели значајну кампању за доделу награда док је филм још био у продукцији. У фебруару 2006, новинари су били позвани на сету на посебан догађај уживо који је приказивао снимање филма, укључујући и извођење филма уживо од стране глумачке екипе. Три месеца касније, двадесет минута филма — тачније, музичке секвенце – приказане су на Филмском фестивалу у Кану 2006 . уз присуство већине глумачке екипе и екипе. Позитивно зујање које је резултирало донело је Дреамгирлс статус "предводника" за Оскара за најбољи филм и неколико других Оскара.
Након успеха пројекције у Кану, Дримворкс и Парамаунт су започели широку рекламну кампању, подижући неколико обрва деградацијом Џенифер Хадсон на разматрање за најбољу споредну глумицу и представљајући Бијонсе Ноулс као једину кандидаткињу за најбољу глумицу, за разлику од обе се такмиче за награду за најбољу глумицу. Насупрот томе, глумице које су имале Хадсонове и Ноулсове улоге на Бродвеју, Џенифер Холидеј и Шерил Ли Ралф, биле су номиноване за награду Тони за најбољу главну глумицу, а Холидеј је освојила награду. Представљање Ноулс изнад Хадсон као јединог кандидата за најбољу глумицу имало је занимљиве паралеле са самим филмом.
Девојке из снова су добиле осам номинација за Оскара 2007. у шест категорија, што је највише од свих филмова ове године, иако није номинован за најбољи филм, најбољу режију или било коју од категорија главне глуме. Номинације за филм су укључивале најбољег споредног глумца (Еди Марфи), најбољу споредну глумицу (Џенифер Хадсон), најбоље достигнуће у костимографији, најбоље достигнуће у сценографији, најбоље достигнуће у миксовању звука и три номинације за најбољу песму. Девојке из снова је први филм уживо који је добио три номинације за најбољу песму; раније су Дизнијеви анимирани филмови Лепота и звер (1991) и Краљ лавова (1994) добили по три номинације за Оскара за најбољу песму; Зачарана (2007) је од тада поновио подвиг.
Поред тога, био је то први филм у историји Оскара који је добио највећи број номинација за ову годину, али није био номинован за најбољи филм. Неуспех филма да добије награду за најбољи филм или најбољу режију је у забавној штампи нашироко гледано као „презир“ Академије. Неки новинари су забележили шок, док су други навели "одговор". С друге стране, редитељ Бил Кондон је изјавио да „мислим да су чланови академије једноставно више волели друге филмове“  и да верује да „никада нећемо победити чак и ако будемо номиновани“. Појавили су се извештаји о значајним сукобима иза кулиса између Дримворкс-а и Парамаунт-а, око доношења одлука током кампање награда.
На церемонији доделе Оскара 25. фебруара 2007, филм је освојио Оскара за најбољу глумицу у споредној улози и најбоље миксовање звука. Као таква, Хадсонова је постала једна од ретких глумица која је икада освојила Оскара за филмски деби наступ. У ономе што се сматрало узнемирујућим, Марфи је изгубио награду за најбољег споредног глумца од Алана Аркина за Малу мис Саншајн . Ноулс, Хадсон, Роуз и Робинсон извели су мешавину од три песме номиноване за најбољу оригиналну песму, иако су све три песме изгубиле награду. 
За награду Златни глобус 2007, филм је номинован у пет категорија: најбољи филм – комедија или мјузикл, најбоља глумица у комедији или мјузиклу (Бијонсе Ноулс), најбоља споредна улога (Еди Марфи), најбоља споредна глумица (Џенифер Хадсон) и најбоља оригинална песма. Филм је освојио награде за најбољи филм — комедија или мјузикл, најбољег споредног глумца и најбољу споредну глумицу. Такође је проглашен једним од десет најбољих филмова Америчког филмског института у 2006.

## Алузије на стварне догађаје
Осим укупне радње филма и елемената који су већ присутни у мјузиклу, у филм су укључене многе директне референце на Сумприм или Р&Б / соул историју уопште. У једној сцени, Ефи улази у Кертисову канцеларију и разматра најновији ЛП албум изговорених речи који садржи говоре Мартина Лутера Кинга. Овај ЛП је аутентично издато као Горди 906 у јуну 1963. Каснија сцена приказује снимање Кертиса и снова у студију, док напољу бесни нереди. Монтажа фотографисања која прати „Кад сам те први пут видела“, као и подзаплет о Дини која је приморана да игра у Кертисовом филму Клеопатра против своје воље, одражава обе сцене из и продукције Махагонија, Мотовн филма из 1975. године са Дајаном Рос у режији извршног директора Мотоуна Берија Гордија . На снимку се појављује Ед Саливан који представља праве Супримс у својој емисији.
Дајана Рос, дуго критичар бродвејске верзије због онога што је видела као присвајање њене животне приче, порицала је да је видела филмску верзију. С друге стране, Мери Вилсон је присуствовала премијери филма у Лос Анђелесу, касније изјавивши да су је Дреамгирлс дирнуле до суза и да је то „ближе истини него што и знају“.